# Чарльз Арлінг
Чарльз Арлінг (англ. Charles Arling; 22 серпня 1880 — 21 квітня 1922) — канадський актор ери німого кіно. Знявся у 111 фільмах між 1909 і 1922 роками.

## Життєпис
Народився в Торонто, Онтаріо, Канада, і помер в Лос-Анджелесі, штат Каліфорнія.

## Вибрана фільмографія
- 1915 — Будівля суду Крукс / Court House Crooks — суддя Грей
- 1915 — Маленьке золото / That Little Band of Gold
- 1919 — У старому Кентуккі
- 1920 — Жінка в кімнаті 13